# Küvənil
Küvənil è un comune dell'Azerbaigian situato nel distretto di Lənkəran.